# Limnophilella serotina
Limnophilella serotina là một loài ruồi trong họ Limoniidae. Chúng phân bố ở miền Australasia.